# Jean de Montigny
Jean de Montigny (* 1633 in Rennes; † 28. September 1671 in Vitré) war ein französischer römisch-katholischer Bischof, Dichter und Mitglied der Académie française.

## Leben und Werk
Montigny war der Sohn eines Anwalts am Parlement in Rennes. Die Angabe seines Geburtsjahres schwankt zwischen 1633 und 1637. Als sich 1656 um das Werk La Pucelle von Jean Chapelain eine Polemik entsponn, nahm er den Autor in Schutz. 1659–1660 begleitete er den König auf seiner großen Reise nach Saint-Jean-de-Luz. Er wurde 1664 zum Priester geweiht und hielt 1666 die Trauerrede auf Anna von Österreich. Er war Beichtvater der Königin Marie-Thérèse. 1670 wurde er in die Académie française (Sitz Nr. 23) berufen. In seiner Antrittsrede lobte er die Spracharbeit der Akademie und definierte den Akademiker als „honnête homme qui parle bien“ (Ehrenmann, der gutes Französisch spricht). Im August 1671 zum Bischof von Saint-Pol-de-Léon ernannt, starb er im September an einem Hirnschlag, nachdem er schon mehrfach zwischen Tod und Leben geschwebt hatte.

## Werke
- Lettre à Éraste pour response à son libelle contre la Pucelle. Paris 1656.
- Le Palais des plaisirs. In: Recueil de poesies. Hrsg. Madame de Lauvergne. Paris 1680, S. 143–150.